# Pteropilus acuminatus
Pteropilus acuminatus is een keversoort uit de familie boktorren (Cerambycidae). De wetenschappelijke naam van de soort is voor het eerst geldig gepubliceerd in 1835 door Jean Guillaume Audinet Serville.